# Crosbies
Crosbies – miasto w Antigui i Barbudzie; na wyspie Antigua (Saint John); 786 mieszkańców (2008)